# Поздерчичи
Поздерчичи (серб. Поздерчићи / Pozderčići) — село в общине Вишеград Республики Сербской Боснии и Герцеговины. Население составляет 35 человек по переписи 2013 года.